# Discografia de Maysa
A discografia da cantora brasileira Maysa, famosa representante do Samba-Canção e da Bossa Nova, é composta de quatorze álbuns de estúdio e dois álbuns ao vivo. Vários álbuns de compilação vem sendo lançado pelas mais diversas gravadoras, desde o início da sua carreira, e com mais intensidade após a sua morte. Há também alguns álbuns de tributo lançados por outros artistas. Maysa lançou também 20 discos 78 rpm e mais de vinte compactos (simples e duplos).

## Álbuns de carreira

### Álbuns de estúdio
| Título                              | Lançamento        | Gravadora  |
| ----------------------------------- | ----------------- | ---------- |
| Convite para Ouvir Maysa            | novembro de 1956  | RGE        |
| Maysa                               | agosto de 1957    | RGE        |
| Convite para Ouvir Maysa nº 2       | março de 1958     | RGE        |
| Convite para Ouvir Maysa nº 3       | outubro de 1958   | RGE        |
| Convite para Ouvir Maysa nº 4       | fevereiro de 1959 | RGE        |
| Maysa É Maysa... É Maysa... É Maysa | setembro de 1959  | RGE        |
| Voltei                              | maio de 1960      | RGE        |
| Maysa Canta Sucessos                | outubro de 1960   | RGE        |
| Maysa Sings Songs Before Dawn       | julho de 1961     | Columbia   |
| Maysa, Amor... E Maysa              | setembro de 1961  | RGE        |
| Barquinho                           | outubro de 1961   | Columbia   |
| Canção do Amor mais Triste          | outubro de 1962   | RGE        |
| Maysa                               | junho de 1966     | RCA Victor |
| Maysa                               | março de 1969     | Copacabana |
| Ando Só numa Multidão de Amores     | 1970              | Philips    |
| Maysa                               | novembro de 1974  | Evento     |

### Álbuns ao vivo
| Título                  | Lançamento    | Gravadora  |
| ----------------------- | ------------- | ---------- |
| Maysa                   | 1964          | Elenco     |
| Canecão Apresenta Maysa | junho de 1969 | Copacabana |

## Outros álbuns

### Álbuns de compilação
| Título                            | Lançamento | Gravadora      |
| --------------------------------- | ---------- | -------------- |
| Os Grandes Sucessos de Maysa      | 1959       | RGE            |
| A Música de Maysa                 | 1960       | RGE            |
| Ternura... É Maysa                | 1965       | Cartaz         |
| Eu Não Existo sem Você            | 1969       | Premier/RGE    |
| A Personalidade de Maysa          | 1969       | Premier        |
| Dois na Fossa - Maysa & Tito Madi | 1975       | RCA Victor     |
| Para sempre Maysa                 | 1977       | RGE            |
| Bom É Querer bem                  | 1978       | RGE            |
| Retrospecto vol. 3                | 1979       | RGE            |
| A Arte do Encontro - Vol. 4       | 1981       | RGE            |
| Presença de Elis Regina e Maysa   | 1981       | CBS            |
| Convite para Ouvir Maysa          | 1988       | RGE            |
| Demais                            | 1989       | RCA            |
| Maysa por Ela mesma               | 1991       | RGE            |
| Tom Jobim por Maysa               | 1993       | RGE            |
| Acervo Especial                   | 1993       | BMG            |
| Maysa                             | 1996       | RGE            |
| Bossa Nova por Maysa              | 1997       | Parrot Records |
| Maysa                             | 1998       | RGE            |
| Simplesmente Maysa                | 2000       | Som Livre      |
| Bis                               | 2000       | EMI            |
| Quatro em Um - Volume 13          | 2001       | BMG/RCA        |
| Retratos                          | 2004       | EMI            |
| O Talento de Maysa                | 2004       | EMI            |
| Novo Millennium                   | 2005       | Universal      |
| Grandes Vozes                     | 2007       | Som Livre      |
| Maysa - Quando Fala o Coração     | 2009       | Som Livre      |
| Super Divas                       | 2012       | EMI            |

### Trilhas sonoras
Telenovelas e minisséries
- Irmãos Coragem (Philips 1970): "Nosso Caminho"
- Bandeira 2 (Som Livre 1971): "Palavras Perdidas"
- Estúpido Cupido (Som Livre 1976): "Meu Mundo Caiu"
- Malu Mulher (Som Livre 1979): "Dois Meninos"
- Bambolê Vol. II (Som Livre 1987): "Eu Não Existo sem Você"
- Anos Dourados (Som Livre 1988): "Franqueza"
- Hilda Furacão (Som Livre 1998): "Meditação"
- Presença de Anita (Som Livre 2001) - "Ne Me Quitte Pas"
- América Internacional (Som Livre 2005) - Bésame Mucho"
- Páginas da Vida (Som Livre 2006) - "Alguém Me Disse"
- Em Família Bossa (Som Livre 2014): "O Barquinho"

Canções inseridas em filmes
- O Cantor e o Milionário (1958): "O Quê?"
- O Camelô da Rua Larga (1958): "Ouça"
- O Batedor de Carteiras (1958): Meu Mundo Caiu"
- Le Repos du Guerrier (1963): "100.000 Chansons"
- Ad Ogni Costo (1968): "Dirgli Solo No" e "Vai Via Malinconia"
- La Ley del Deseo (1987): "Ne Me Quitte Pas"

### Álbuns de tributo
| Título                        | Lançamento | Artista          | Gravadora        |
| ----------------------------- | ---------- | ---------------- | ---------------- |
| A Música de Maysa             | 1959       | Sandoval dias    | Sinter           |
| Ouça                          | 1994       | Rita de Cássia   | Polygram         |
| Ninguém pode Calar            | 2000       | Alzira Espíndola | Dabliú Discos    |
| Maysa                         | 2007       | Madalenna        | Guanabara        |
| Esta Chama que Não Vai Passar | 2007       | Vários           | Biscoito Fino    |
| Maysa por Bettina Korall      | 2009       | Bettina Korall   | Circuito Musical |
| Um Noite para Maysa (ao vivo) | 2011       | Vários           | Lua Music        |

## Discos 78 rpm
| Lado                            | Título                          | Composição                          | Nota |
| ------------------------------- | ------------------------------- | ----------------------------------- | --- |
| Maio de 1957 - RGE (10.047)     |                                 |                                     | |
| A                               | "Ouça"                          | Maysa                               | Canções posteriormente incluídas no álbum Maysa (1957).                                                                          |
| B                               | "Segredo"                       | Fernando Cesar                      | Canções posteriormente incluídas no álbum Maysa (1957).                                                                          |
| Agosto de 1957 - RGE (10.056)   |                                 |                                     | |
| A                               | "Adeus"                         | Maysa                               | Canções extraídas do álbum Convite para Ouvir Maysa (1956).                                                                      |
| B                               | "Resposta"                      | Maysa                               | Canções extraídas do álbum Convite para Ouvir Maysa (1956).                                                                      |
| Agosto de 1957 - RGE (10.057)   |                                 |                                     | |
| A                               | "Escuta, Noel"                  | Maysa                               | Canções posteriormente incluídas no álbum Maysa (1957).                                                                          |
| B                               | "O Quê"                         | Maysa                               | Canções posteriormente incluídas no álbum Maysa (1957).                                                                          |
| Dezembro de 1957 - RGE (10.074) |                                 |                                     | |
| A                               | "Se Todos Fossem Iguais a Você" | Tom Jobim / Vinicius de Moraes      | A primeira foi extraída do álbum Maysa (1957) e a segunda do álbum Convite para Ouvir Maysa (1956).                              |
| B                               | "Tarde Triste"                  | Maysa                               | A primeira foi extraída do álbum Maysa (1957) e a segunda do álbum Convite para Ouvir Maysa (1956).                              |
| Março de 1958 - RGE (10.083)    |                                 |                                     | |
| A                               | "Meu Mundo Caiu"                | Maysa                               | Canções extraída do álbum Convite para Ouvir Maysa nº 2 (1958).                                                                  |
| B                               | "Bouquet de Izabel"             | Sérgio Ricardo                      | Canções extraída do álbum Convite para Ouvir Maysa nº 2 (1958).                                                                  |
| Abril de 1958 - RGE (10.087)    |                                 |                                     | |
| A                               | "Felicidade Infeliz"            | Maysa                               | A primeira foi extraída do álbum Convite para Ouvir Maysa nº 2 de (1958) e a segunda do álbum Convite para Ouvir Maysa (1956).   |
| B                               | "Não Vou Querer"                | Maysa                               | A primeira foi extraída do álbum Convite para Ouvir Maysa nº 2 de (1958) e a segunda do álbum Convite para Ouvir Maysa (1956).   |
| Maio de 1958 - RGE (10.097)     |                                 |                                     | |
| A                               | "Por Causa de Você"             | Tom Jobim / Dolores Duran           | Canções extraída do álbum Convite para Ouvir Maysa nº 2 (1958).                                                                  |
| B                               | "Franqueza"                     | Denis Brean / Osvaldo Guilherme     | Canções extraída do álbum Convite para Ouvir Maysa nº 2 (1958).                                                                  |
| Junho de 1958 - RGE (10.099)    |                                 |                                     | |
| A                               | "Eu Não Existo sem Você"        | Tom Jobim / Vinicius de Moraes      | A primeira foi extraída do álbum Convite para Ouvir Maysa nº 3 e a segunda do álbum Convite para Ouvir Maysa nº 2, ambos de 1958 |
| B                               | "No Meio da Noite"              | Aloysio Figueiredo / J.M.Costa      | A primeira foi extraída do álbum Convite para Ouvir Maysa nº 3 e a segunda do álbum Convite para Ouvir Maysa nº 2, ambos de 1958 |
| Setembro de 1958 - RGE (10.117) |                                 |                                     | |
| A                               | "Suas Mãos"                     | Antônio Maria / João Pernambuco     | Canções extraídas do álbum Convite para Ouvir Maysa nº 3 (1958).                                                                 |
| B                               | "Mundo Vazio"                   | Amaury Medeiros / Antônio Bruno     | Canções extraídas do álbum Convite para Ouvir Maysa nº 3 (1958).                                                                 |
| Junho de 1959 - RGE (10.157)    |                                 |                                     | |
| A                               | "Exaltação ao Amor"             | Tom Jobim / Vinicius de Moraes      | Canções extraídas do álbum Convite para Ouvir Maysa nº 4 (1959).                                                                 |
| B                               | "Noite de Paz"                  | Dolores Duran                       | Canções extraídas do álbum Convite para Ouvir Maysa nº 4 (1959).                                                                 |
| Junho de 1959 - RGE (10.159)    |                                 |                                     | |
| A                               | "Recado"                        | Luiz Antônio / Djalma Ferreira      | A primeira foi extraída do álbum Maysa É Maysa... É Maysa... É Maysa (1959) e a segunda era inédita, jamais incluída em álbum.   |
| B                               | "Esse Nosso Olhar"              | Sérgio Ricardo                      | A primeira foi extraída do álbum Maysa É Maysa... É Maysa... É Maysa (1959) e a segunda era inédita, jamais incluída em álbum.   |
| Outubro de 1959 - RGE (10.193)  |                                 |                                     | |
| A                               | "A Felicidade"                  | Tom Jobim / Vinicius de Moraes      | Canções extraídas do álbum Maysa É Maysa... É Maysa... É Maysa (1959).                                                           |
| B                               | "Manhã de Carnaval"             | Luiz Bonfá / Antônio Maria          | Canções extraídas do álbum Maysa É Maysa... É Maysa... É Maysa (1959).                                                           |
| Novembro de 1959 - RGE (10.197) |                                 |                                     | |
| A                               | "Só Deus"                       | Jair Amorim / Evaldo Gouveia        | Canções extraídas do álbum Maysa É Maysa... É Maysa... É Maysa (1959).                                                           |
| B                               | "A Noite de Nós Dois"           | Fernando César / Otello Zuccolo     | Canções extraídas do álbum Maysa É Maysa... É Maysa... É Maysa (1959).                                                           |
| Maio de 1960 - RGE (10.230)     |                                 |                                     | |
| A                               | "Voltei"                        | Maysa / Enrico Simonetti            | Canções posteriormente incluídas no álbum Voltei (julho de 1960).                                                                |
| B                               | "Vem Comigo"                    | Maysa / Enrico Simonetti            | Canções posteriormente incluídas no álbum Voltei (julho de 1960).                                                                |
| Junho de 1960 - RGE (10.238)    |                                 |                                     | |
| A                               | "Solidão"                       | Antonio Bruno                       | Canções extraídas do álbum Voltei (do mesmo mês).                                                                                |
| B                               | "Cheiro de Saudade"             | Djalma Ferreira / Luiz Antonio      | Canções extraídas do álbum Voltei (do mesmo mês).                                                                                |
| Setembro de 1960 - RGE (10.262) |                                 |                                     | |
| A                               | "Alguém Me Disse"               | Jair Amorin / Evaldo Gouveia        | Canções extraídas do álbum Voltei (julho de 1960).                                                                               |
| B                               | "Meditação"                     | Tom Jobim / Vinicius de Moraes      | Canções extraídas do álbum Voltei (julho de 1960).                                                                               |
| Novembro de 1960 - RGE (10.272) |                                 |                                     | |
| A                               | "Ri"                            | Luiz Antonio                        | Canções extraídas do álbum Maysa Canta Sucessos (1960).                                                                          |
| B                               | "Estou Pensando em Ti"          | Raul Sampaio / Benil Santos         | Canções extraídas do álbum Maysa Canta Sucessos (1960).                                                                          |
| Maio de 1961 - RGE (10.308)     |                                 |                                     | |
| A                               | "I Love Paris"                  | Cole Porter                         | Canções extraídas do álbum Maysa, Amor... E Maysa (1961).                                                                        |
| B                               | "Bésame Mucho"                  | Consuelo Velásquez                  | Canções extraídas do álbum Maysa, Amor... E Maysa (1961).                                                                        |
| ?? de 1961 - Columbia (3.160)   |                                 |                                     | |
| A                               | "O Barquinho"                   | Roberto Menescal / Ronaldo Bôscoli  | Canções extraídas do álbum Barquinho (1961).                                                                                     |
| B                               | "Dois Meninos"                  | Roberto Menescal / Ronaldo Bôscoli  | Canções extraídas do álbum Barquinho (1961).                                                                                     |
| Novembro de 1962 - RGE (10.475) |                                 |                                     | |
| A                               | "Canção do Amor Mais Triste"    | Edison Borges                       | Canções extraídas do álbum Canção do Amor Mais Triste (1962).                                                                    |
| B                               | "Mil Flores"                    | Chico Feitosa / Marcos Vasconcellos | Canções extraídas do álbum Canção do Amor Mais Triste (1962).                                                                    |

## EPs, Compactos simples e duplos
| Lado                                                | Título                                          | Composição                                               | Nota |
| --------------------------------------------------- | ----------------------------------------------- | -------------------------------------------------------- | --- |
| Maysa (1958) - RGE (EP 90.000)                      |                                                 |                                                          | |
| A                                                   | "Get Out Of Town"                               | Cole Porter                                              | Exclusivo de canções estrangeiras no estilo respectivamente Jazz (Estados Unidos), Chanson (França), Beguine (Itália), Folclore Turco (Turquia). "Malatia" também está presente no álbum Convite para Ouvir Maysa nº 4 (1959). |
| A                                                   | "Chanson D'Amour"                               | Heins Gietz / Kurt Feltz                                 | Exclusivo de canções estrangeiras no estilo respectivamente Jazz (Estados Unidos), Chanson (França), Beguine (Itália), Folclore Turco (Turquia). "Malatia" também está presente no álbum Convite para Ouvir Maysa nº 4 (1959). |
| B                                                   | "Malatia"                                       | Armando Romeo                                            | Exclusivo de canções estrangeiras no estilo respectivamente Jazz (Estados Unidos), Chanson (França), Beguine (Itália), Folclore Turco (Turquia). "Malatia" também está presente no álbum Convite para Ouvir Maysa nº 4 (1959). |
| B                                                   | "Uska Dara"                                     | Folclore Turco                                           | Exclusivo de canções estrangeiras no estilo respectivamente Jazz (Estados Unidos), Chanson (França), Beguine (Itália), Folclore Turco (Turquia). "Malatia" também está presente no álbum Convite para Ouvir Maysa nº 4 (1959). |
| Ouça... Maysa (1959) - RGE (EP - 90.014)            |                                                 |                                                          | |
| A                                                   | "Ouça"                                          | Maysa                                                    | Extraída do álbum Maysa (1957). |
| A                                                   | "Noite de Paz (Dá-me Senhor)"                   | Dolores Duran                                            | Extraída do álbum Convite para Ouvir Maysa nº 4 (1958). |
| B                                                   | "Recado"                                        | Luiz Antonio / Djalma Ferreira                           | Canções também presentes no álbum Maysa É Maysa... É Maysa... É Maysa (1959). |
| B                                                   | "O Que É Que Falta"                             | Daisy Amaral                                             | Canções também presentes no álbum Maysa É Maysa... É Maysa... É Maysa (1959). |
| Com Carinhos de Maysa (1959) - RGE (EP 90.048)      |                                                 |                                                          | |
| A                                                   | Cheiro de Saudade                               | Luiz Antonio / Djalma Ferreira                           | Canções também presentes no álbum Voltei (1960) |
| A                                                   | Meditação                                       | Tom Jobim / Newton Mendonça                              | Canções também presentes no álbum Voltei (1960) |
| B                                                   | "Solidão"                                       | Antônio Bruno                                            | Canções também presentes no álbum Voltei (1960) |
| B                                                   | "Dindi"                                         | Tom Jobim / Aloysio de Oliveira                          | Canções também presentes no álbum Voltei (1960) |
| Felicidade (1959) - RGE (EP 90.074)                 |                                                 |                                                          | |
| A                                                   | "Manhã de Carnaval"                             | Luiz Bonfá / Antonio Maria                               | Canções também presentes no álbum Maysa É Maysa... É Maysa... É Maysa (1959) |
| A                                                   | "Só Deus"                                       | Jair Amorim / Evaldo Gouveia                             | Canções também presentes no álbum Maysa É Maysa... É Maysa... É Maysa (1959) |
| B                                                   | "Felicidade"                                    | Tom Jobim / Vinicius de Moraes                           | Canções também presentes no álbum Maysa É Maysa... É Maysa... É Maysa (1959) |
| B                                                   | "Hino ao Amor (Hymne à L'Amour)"                | Marguerit Monnot / Édith Piaf                            | Canções também presentes no álbum Maysa É Maysa... É Maysa... É Maysa (1959) |
| Adorável Maysa (1960) - RGE (EP 80.074)             |                                                 |                                                          | |
| A                                                   | "Bésame Mucho"                                  | Consuelo Velasquez                                       | Canções também presentes no álbum Maysa, Amor... E Maysa (1961). |
| A                                                   | "I Love Paris"                                  | Cole Porter                                              | Canções também presentes no álbum Maysa, Amor... E Maysa (1961). |
| B                                                   | "Quem Quiser Encontrar o Amor"                  | Geraldo Vandré / Carlos Lyra                             | Canções também presentes no álbum Maysa, Amor... E Maysa (1961). |
| B                                                   | "Rindo de Mim"                                  | Maysa                                                    | Canção extraída do álbum Convite para Ouvir Maysa (1956). |
| Estou pra Dizer Adeus (1960) RGE (EP 80.091)        |                                                 |                                                          | |
| A                                                   | "Estou pra Dizer Adeus"                         | Raul Sampaio / Benil Santos                              | Canções também presentes no álbum Maysa, Amor... E Maysa (1961) |
| A                                                   | "Chão de Estrelas"                              | Silvio Caldas / Orestes Barbosa                          | Canções também presentes no álbum Maysa, Amor... E Maysa (1961) |
| B                                                   | "Quizás, Quizás, Quizás"                        | Oswaldo Farres                                           | Canções também presentes no álbum Maysa, Amor... E Maysa (1961) |
| B                                                   | "Murmúrio"                                      | Luis Antonio / Djalma Ferreira                           | Canções também presentes no álbum Maysa, Amor... E Maysa (1961) |
| O Barquinho (1961)                                  |                                                 |                                                          | |
| A                                                   | "Barquinho"                                     | Roberto Menescal / Ronaldo Bôscoli                       | Canções também presentes no álbum Barquinho (1961) |
| B                                                   | "Dois Meninos"                                  | Roberto Menescal / Ronaldo Bôscoli                       | Canções também presentes no álbum Barquinho (1961) |
| Favela (1962) - RGE (80.137)                        |                                                 |                                                          | |
| A                                                   | "Favela"                                        | Joracy Camargo / Hekel Tavares                           | Canções também presentes no álbum Canção do Amor Mais Triste (1962) |
| A                                                   | "Round Midnight"                                | B. Hanighen / T. Monk / C. Willians                      | Canções também presentes no álbum Canção do Amor Mais Triste (1962) |
| B                                                   | "Mil Flores"                                    | Marcos Vasconcellos / Chico Feitosa                      | Canções também presentes no álbum Canção do Amor Mais Triste (1962) |
| B                                                   | "What's New?"                                   | Bob Haggart / Johnny Burke                               | Faixa inédita, nunca incluída em nenhum álbum de estúdio da cantora. |
| Maysa em Bossa Nova (1962) - RGE (80.171)           |                                                 |                                                          | |
| A                                                   | "Nós e o Mar"                                   | Roberto Menescal / Ronaldo Bôscoli                       | Canções também presentes no álbum Canção do Amor Mais Triste (1962) |
| A                                                   | "Louca de Saudade"                              | Denis Brean                                              | Canções também presentes no álbum Canção do Amor Mais Triste (1962) |
| B                                                   | "Ah! Se Eu Pudesse"                             | Roberto Menescal / Ronaldo Bôscoli                       | Canções também presentes no álbum Canção do Amor Mais Triste (1962) |
| B                                                   | "Fim de Noite"                                  | Chico Feitosa / Marcos Vasconcellos                      | Canções também presentes no álbum Canção do Amor Mais Triste (1962) |
| Maysa (1963) - Barclay (70526)                      |                                                 |                                                          | |
| A                                                   | "Les Inconscientes"                             | Eddy Marnay / Guy Magenta                                | O disco foi gravado e lançado na França. Nenhuma das canções foi adicionada em álbuns de estúdio da cantora. |
| A                                                   | "Fin du Jour"                                   | Eddy Marnay / Guy Magenta                                | O disco foi gravado e lançado na França. Nenhuma das canções foi adicionada em álbuns de estúdio da cantora. |
| B                                                   | "100.000 Chansons"                              | Johann Sebastian Bach / Michel Magne / Eddy Marnay       | O disco foi gravado e lançado na França. Nenhuma das canções foi adicionada em álbuns de estúdio da cantora. |
| B                                                   | "Chega de Saudade"                              | Tom Jobim / Vinicius de Moraes                           | O disco foi gravado e lançado na França. Nenhuma das canções foi adicionada em álbuns de estúdio da cantora. |
| Dia das Rosas (1966) - RCA Victor (LC 1168)         |                                                 |                                                          | |
| A                                                   | "Dia das Rosas" (ao vivo)                       | Luiz Bonfá / Maria Helena Toledo                         | Gravada durante a apresentação de Maysa no II Festival de Música Popular Brasileira da TV Record. |
| A                                                   | "Canto de Ossanha"                              | Baden Powell / Vinicius de Moraes                        | Extraída do álbum Maysa (1966) |
| B                                                   | "Amor-Paz" (ao vivo)                            | Maysa / Vera Brasil                                      | Gravada durante sua apresentação no I Festival Internacional da Canção (FIC), no Maracanãzinho (Rio de Janeiro). |
| B                                                   | "Canção sem Título"                             | Maysa                                                    | Extraída do álbum Maysa (1966) |
| Ad ogni costo (1967) - GTA (PO 40061)               |                                                 |                                                          | |
| A                                                   | "Dirgli Solo No"                                | Pantagruele                                              | O compacto foi gravado em Milão, durante a temporada da cantora na Itália. Maysa fora convidada por Ennio Morricone para gravar essas canções para a trilha do filme Ad Ogni Costo (A Qualquer Preço / Gram Slam).             |
| B                                                   | "Vai Via Malinconia"                            | Sergio Bardotti / Ennio Morricone                        | O compacto foi gravado em Milão, durante a temporada da cantora na Itália. Maysa fora convidada por Ennio Morricone para gravar essas canções para a trilha do filme Ad Ogni Costo (A Qualquer Preço / Gram Slam).             |
| Et maintenant (1968) - GTA (PON-NP 4006)            |                                                 |                                                          | |
| A                                                   | "Che Mai Farò (Et Maintenant)"                  | Gilbert Bécaud / Pierre Delanoé / Vrs. Michele Straniero | O compacto foi gravado em Milão, durante a temporada da cantora na Itália. As canções não foram incluídas em nenhum álbum de estúdio da cantora.                                                                               |
| B                                                   | "Per Ricominciare (Can't Take My Eyes Off You)" | Bob Crewe / Bob Gaudio / Vrs. Ermanno Parazzini          | O compacto foi gravado em Milão, durante a temporada da cantora na Itália. As canções não foram incluídas em nenhum álbum de estúdio da cantora.                                                                               |
| Pálida Ausência (1968) - RCA Victor (3-10366)       |                                                 |                                                          | |
| A                                                   | "Pálida Ausência"                               | Luis Eduardo Aute                                        | Compacto gravado na Espanha. As canções são versões em espanhol das originais (em português). "Reza" também está presente em um compacto duplo do mesmo ano.                                                                   |
| B                                                   | "Reza"                                          | Edu Lobo / Ruy Guerra                                    | Compacto gravado na Espanha. As canções são versões em espanhol das originais (em português). "Reza" também está presente em um compacto duplo do mesmo ano.                                                                   |
| Reza (1968) - RCA Victor (TP 447)                   |                                                 |                                                          | |
| A                                                   | "Reza"                                          | Edu Lobo / Ruy Guerra                                    | EP com faixas nunca adicionadas em nenhum álbum de estúdio da cantora. "Chão de Estrelas" não é a mesma versão do álbum Maysa, Amor... E Maysa (1961).                                                                         |
| A                                                   | "Chão de Estrelas"                              | Silvio Caldas / Orestes Barbosa                          | EP com faixas nunca adicionadas em nenhum álbum de estúdio da cantora. "Chão de Estrelas" não é a mesma versão do álbum Maysa, Amor... E Maysa (1961).                                                                         |
| B                                                   | "Tristeza de Nós Dois"                          | Durval Ferreira / Maurício Einhorn / Bebeto              | EP com faixas nunca adicionadas em nenhum álbum de estúdio da cantora. "Chão de Estrelas" não é a mesma versão do álbum Maysa, Amor... E Maysa (1961).                                                                         |
| B                                                   | "Dia de Vitória"                                | Marcos Valle / Paulo Sergio Valle                        | EP com faixas nunca adicionadas em nenhum álbum de estúdio da cantora. "Chão de Estrelas" não é a mesma versão do álbum Maysa, Amor... E Maysa (1961).                                                                         |
| San Juanito (1969) - Copacabana (BR 846)            |                                                 |                                                          | |
| A                                                   | San Juanito                                     | J. Roberto / Fábio / Dumont / C. Imperial                | A primeira canção era inédita na voz de Maysa, enquanto a segunda fora extraída do álbum Maysa (1969). |
| B                                                   | "Pra Quem Não Quiser Ouvir Meu Canto"           | César Roldão Vieira                                      | A primeira canção era inédita na voz de Maysa, enquanto a segunda fora extraída do álbum Maysa (1969). |
| Ave Maria dos Retirantes (1969) - Copacabana (3574) |                                                 |                                                          | |
| A                                                   | "Ave Maria dos Retirantes"                      | Alcyvando Luz / Carlos Coquejo                           | Canções não incluídas em nenhum outro disco de carreira, com exceção de "Catavento", presente no álbum Maysa (1969). |
| A                                                   | "Canção de Chorar"                              | Nonato Buzar / Chico Anísio                              | Canções não incluídas em nenhum outro disco de carreira, com exceção de "Catavento", presente no álbum Maysa (1969). |
| B                                                   | "Catavento"                                     | Arthur Verocai / Paulinho Tapajós                        | Canções não incluídas em nenhum outro disco de carreira, com exceção de "Catavento", presente no álbum Maysa (1969). |
| B                                                   | "Atento, Alerta"                                | Egberto Gismonti / Paulo Sérgio Valle                    | Canções não incluídas em nenhum outro disco de carreira, com exceção de "Catavento", presente no álbum Maysa (1969). |
| Love Story (1971) - Philips (6069 005)              |                                                 |                                                          | |
| A                                                   | "História de Amor"                              | Francis Lai / Carl Sigman / Vrs: Paulo Garcez            | Canções não incluídas em nenhum outro disco de carreira. A primeira é uma versão em português da canção "(Where Do I Begin?) Love Story".                                                                                      |
| B                                                   | "Homem de Bem"                                  | César Costa Filho / Aldir Blanc                          | Canções não incluídas em nenhum outro disco de carreira. A primeira é uma versão em português da canção "(Where Do I Begin?) Love Story".                                                                                      |
| Tema de Simone (1971) - Philips (6069 012)          |                                                 |                                                          | |
| A                                                   | "Tema de Simone"                                | Maysa                                                    | As duas canções não foram incluídas em nenhum outro disco de carreira. Maysa compôs a primeira para a sua personagem na telenovela O Cafona.                                                                                   |
| B                                                   | "Depois de Tanto Tempo"                         | Nelson Motta / Dori Caymmi                               | As duas canções não foram incluídas em nenhum outro disco de carreira. Maysa compôs a primeira para a sua personagem na telenovela O Cafona.                                                                                   |
| Palavras, Palavras (1972) - RCA (101.0129)          |                                                 |                                                          | |
| A                                                   | "Palavras, Palavras (Parole, Parole)"           | L. Chiosso / G. Del Re / G. Ferrio / Vrs: Maysa          | Canções nunca incluídas em outro disco de carreira. A primeira é uma versão de uma canção italiana e contém a participação do ator Raul Cortez. A segunda é um clássico da música estadounidense.                              |
| B                                                   | "What Are You Doing the Rest of Your Life?"     | Alan Bergman / Marylin Bergman / Michel Legrand          | Canções nunca incluídas em outro disco de carreira. A primeira é uma versão de uma canção italiana e contém a participação do ator Raul Cortez. A segunda é um clássico da música estadounidense.                              |
| Tema de Bravo! (1975) - Som Livre                   |                                                 |                                                          | |
| A                                                   | "Tema da Novela Bravo!"                         | Maysa / Júlio Medaglia                                   | A primeira é uma faixa da trilha sonora da telenovela Bravo!. A segunda é uma regravação do seu sucesso do segundo álbum. Este disco é o última gravação da cantora.                                                           |
| B                                                   | "Ouça"                                          | Alan Bergman / Marylin Bergman / Michel Legrand          | A primeira é uma faixa da trilha sonora da telenovela Bravo!. A segunda é uma regravação do seu sucesso do segundo álbum. Este disco é o última gravação da cantora.                                                           |